# كاني ميران (مهاباد)
قرية كاني ميران (بالكردية: کانی میران) هي إحدى القرى التابعة لـكاني بازار في ريف قسم خليفان من مقاطعة مهاباد، في محافظة أذربیجان الغربیة الإيرانية.

## السكان
حسب إحصاءات سنة 2006، بلغ إجمالي السكان في كاني ميران 125 نسمة وعدد المساكن 20 مسكن. لغة سكان كاني ميران هي اللغة الكردية و هم من أهل السنة والجماعة والمذهب الشافعي.